# Kinn
 Ikke at forveksle med Kinn (ø).
Kinn er en kommune i Vestland fylke i Norge. Den blev etableret ved kommunereformen i Norge 1. januar 2020, og består af de tidligere kommuner Flora i Sunnfjord og Vågsøy ved Nordfjord i det tidligere fylke Sogn og Fjordane, med undtagelse af bygden Bryggja som fra samme dato blev overført fra Vågsøy til den nye Stad kommune. Folketallet i kommunen var ved oprettelsen på omkring 17.800 indbyggere.
Det specielle med Kinn kommune er at den består af to geografisk adskilte dele, da de to oprindelige kommuner ikke havde fælles grænse, hverken over land eller hav. Kommunecenterfunktionen bliver delt mellem byerne Måløy og Florø. Rejsetiden mellem Måløy og Florø er 2 timer og 15 minutter.

## Personer fra Kinn
- Alfred Maurstad († 1967), skuespiller[4][5]
- Jon Tolaas, forfatter († 2012)[6]
- Reidar Sandal (1949-), politiker, regeringsmedlem, stortingsmand